# 大法官魏尔克住宅
36°3′48.5″N 120°19′17″E / 36.063472°N 120.32139°E
大法官魏尔克住宅原址位于中国山东省青岛市市南区江苏路2号乙，建于1900年代初，最初为青岛德占时期胶澳皇家法院大法官魏尔克的住宅，现已不存。

## 历史
大法官魏尔克住宅位于今江苏路湖南路路口西北角，约建于1900年，是胶澳总督府为在青岛工作的高级官员建造的住宅，其地产属于总督府。1900年2月，皇家大法官（Kaiserlicher Oberrichter）格奥尔格·魏尔克（Georg Wilke）到达青岛后接替前任法官保罗·格尔皮克（Paul Gelpcke）的工作，并入住该住宅。1902年，魏尔克离开青岛。同年9月，大法官格奥尔格·克鲁森（Georg Crusen）到达青岛就职，并入住该楼。后来克鲁森在青岛结婚生子，遂于1910年1月在今江苏路齐东路路口购地并建设新房，建成后迁居此处。原大法官魏尔克住宅此后住户、用途及具体拆除时间尚不可知，大约于1930年代至1940年代间拆除。其原址现为电业局招待所。

## 建筑特色

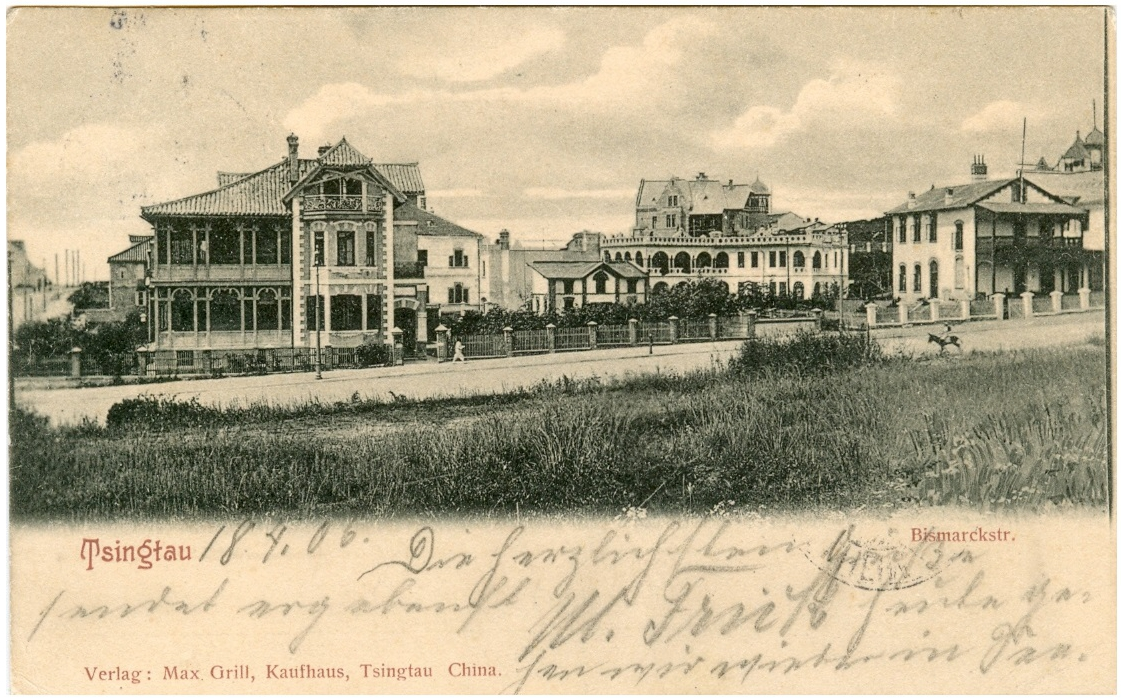
1900年代初的江苏路，左侧为大法官魏尔克住宅

魏尔克住宅楼高二层，东、西两临街立面设有木制外廊，外墙为深色，有勒脚石、窗饰等欧洲建筑装饰，屋顶最初采用中式灰瓦，后改为西式红瓦。该建筑南侧与安治泰主教公寓隔街相望，两座建筑同为德占时期早期建筑，风格相似，均采用了中式灰瓦与木制外廊，受当时建设条件所限，具有较明显的临时、应急色彩。